# National Rugby League 2008
La National Rugby League de 2008 fue la 101.ª edición del torneo de rugby league más importante de Australia y Nueva Zelanda.

## Formato
Los clubes se enfrentaron en una fase regular de todos contra todos, los ocho equipos mejor ubicados al terminar esta fase clasificaron a la postemporada.
Se otorgaron 2 puntos por el triunfo, 1 por el empate y ninguno por la derrota.

## Desarrollo

### Tabla de posiciones
| Pos. | Equipo                        | Encuentros | Encuentros | Encuentros | Encuentros | Tantos | Tantos | Tantos | Puntos |
| Pos. | Equipo                        | PJ         | PG         | PE         | PP         | F      | C      | Dif    | Puntos |
| ---- | ----------------------------- | ---------- | ---------- | ---------- | ---------- | ------ | ------ | ------ | ------ |
| 1    | Melbourne Storm               | 24         | 17         | 0          | 7          | 584    | 282    | +302   | 38     |
| 2    | Manly-Warringah Sea Eagles    | 24         | 17         | 0          | 7          | 645    | 355    | +290   | 38     |
| 3    | Cronulla-Sutherland Sharks    | 24         | 17         | 0          | 7          | 451    | 384    | +67    | 38     |
| 4    | Sydney Roosters               | 24         | 15         | 0          | 9          | 511    | 446    | +65    | 34     |
| 5    | Brisbane Broncos              | 24         | 14         | 1          | 9          | 560    | 452    | +108   | 33     |
| 6    | Canberra Raiders              | 24         | 13         | 0          | 11         | 640    | 527    | +113   | 30     |
| 7    | St. George Illawarra Dragons  | 24         | 13         | 0          | 11         | 489    | 378    | +111   | 30     |
| 8    | New Zealand Warriors          | 24         | 13         | 0          | 11         | 502    | 567    | -65    | 30     |
| 9    | Newcastle Knights             | 24         | 12         | 0          | 12         | 516    | 486    | +30    | 28     |
| 10   | Wests Tigers                  | 24         | 11         | 0          | 13         | 528    | 560    | -32    | 26     |
| 11   | Parramatta Eels               | 24         | 11         | 0          | 13         | 501    | 547    | -46    | 26     |
| 12   | Penrith Panthers              | 24         | 10         | 1          | 13         | 504    | 611    | -107   | 25     |
| 13   | Gold Coast Titans             | 24         | 10         | 0          | 14         | 476    | 586    | -110   | 24     |
| 14   | South Sydney Rabbitohs        | 24         | 8          | 0          | 16         | 453    | 666    | -213   | 20     |
| 15   | North Queensland Cowboys      | 24         | 5          | 0          | 19         | 474    | 638    | -164   | 14     |
| 16   | Canterbury-Bankstown Bulldogs | 24         | 5          | 0          | 19         | 433    | 782    | -349   | 14     |

|  | Postemporada. |

### Postemporada

#### Finales de clasificación
| 12 de septiembre | Sydney Roosters | 16 - 24 | Brisbane Broncos |  |  |

| 13 de septiembre | Cronulla-Sutherland Sharks | 36 - 10 | Canberra Raiders |  |  |

| 12 de septiembre | Manly-Warringah Sea Eagles | 38 - 6 | St. George Illawarra Dragons |  |  |

| 13 de septiembre | Melbourne Storm | 15 - 18 | New Zealand Warriors |  |  |

#### Semifinal
| 19 de septiembre | New Zealand Warriors | 30 - 13 | Sydney Roosters |  |  |

| 20 de septiembre | Brisbane Broncos | 14 - 16 | Melbourne Storm |  |  |

#### Finales premilinares
| 26 de septiembre | Cronulla-Sutherland Sharks | 0 - 28 | Melbourne Storm |  |  |

| 27 de septiembre | Manly-Warringah Sea Eagles | 32 - 6 | New Zealand Warriors |  |  |

#### Final
| 5 de octubre | Manly-Warringah Sea Eagles | 40 - 0 | Melbourne Storm | ANZ Stadium, Sídney             |  |
|              |                            |        |                 | Asistencia: 80.388 espectadores |  |

| Bandera de Australia               |
| Campeón Manly-Warringah Sea Eagles |
| Séptimo título                     |